# Rascló cama-roig
El rascló cama-roig (Himantornis haematopus) és una espècie d'ocell de la família dels ràl·lids (Rallidae) i única espècie del gènere Himantornis. Habita manglars i corrents fluvials a la selva de l'Àfrica Occidental i Central.